# Йохан Фридрих фон Траутмансдорф
Йохан Фридрих фон Траутмансдорф (на немски: Johann Friedrich Graf von Trauttmansdorff) е имперски граф на Траутмансдорф, фрайхер фон Глайхенберг, имперски кемерер, първи канцлер на Хабсбургската монархия.

## Биография
Роден е на 5 януари 1619 година във Виена, Хабсбургска монархия. Той е вторият син (от 15 деца) на имперски граф Максимилиан фон Траутмансдорф-Вайнсберг (1584 – 1650), фрайхер фон Глайхенберг (първи министър при император Фердинанд III), и съпругата му графиня София Палфи аб Ердьод (1596 – 1668), дъщеря на граф Миклош II Ердьод-Палфи (1552 – 1600) и Мария Магдалена Фугер фон Кирхберг-Вайсенхорн (1560/1566 - 1646). През 1639 г. фамилията се нарича „Траутмансдорф-Вайнсберг“ на немското господство Вайнсберг във Вюртемберг.
Йохан Фридрих фон Траутмансдорф служи на двамата императора, Фердинанд III и Леополд I като кемерер, частен канцлер, губернатор на Кралство Бохемия.
Умира на 7 януари/4 февруари 1696 в Прага, Бохемско кралство.

## Фамилия
Първи брак: на 16 януари 1650 г. във Виена се жени за принцеса Мария Клара фон Дитрихщайн (* ок. 1626; † 28 януари 1667), дъщеря на 1. княз Максимилиан фон Дитрихщайн (1596 – 1655) и принцеса Анна Мария фон Лихтенщайн (1597 – 1640). Те имат пет деца:
- Фридрих Франц
- София Регина, омъжена за фрайхер Йохан Йозеф Брцецник
- Елеонора Мария Клара фон Траутмансдорф († 7 август 1724), омъжена 1685 г. за граф Георг Фридрих фон Мьоршперг-Бефорт (* 2 април 1627; † 9 февруари 1690)
- Йохана Беатрикс Изабела фон Траутмансдорф (* 9 март 1661; † 13 април 1741), омъжена на 9 юни 1693 г. за унгарския граф Сандор/Александер Николаус Ердьоди де Монйорокерек ет Моносзло (* 1670; † 28 септември 1727)
- Мария Анна, умира като монахиня

Втори брак: за графиня Анна Мария Берка фон Дуба, вдовица на граф Кизл († 1656), дъщеря на Ладислаус Берка фон Дуб-Лайпа и Катарина Лудмила фон Лобковиц († 1628/1629). Те нямат деца.
Трети брак: на 27 януари 1676 г. в Прага се жени за графиня Мария Елеонора Холицка фон Щернберг (* 13 август 1654, Прага; † 18 октомври 1703, Прага), дъщеря на граф Вацлав Жири Холицки фон Щернберг († 1681) и графиня Ворсила Поликсена Борита з Мартиниц († пр. 1681). Те имат осем деца:
- Франц Венцел фон Траутмансдорф (* 31 август 1677, Прага; † 24 март 1753, Прага), граф на Траутмансдорф, фрайхер на Глайхенберг, женен на 9 февруари 1699 г. във Виена за графиня	Мария Елеонора фон Кауниц (* 17 януари 1682, Виена; † 28 март 1735, Прага)
- Франц Антон фон Траутмансдорф (* 23 март 1679; † 8 април 1762), женен на 16 юли 1702 г. за графиня Мария Маргарета Йозефа Кински фон Вхинитц-Тетау (* 1676; † 1766)
- Франц Адам († сл. 1764)
- Франц Фридрих (* 1688; † 6 март 1759), женен за Мария Анна Мартиниц (* юни 1697; † 24 септември 1758)
- Франц Йозеф († 1760), женен за Франциска Йохана Райш (* 1699; † 27 октомври 1757)
- Мария Йозефа фон Траутмансдорф (* 29 август 1681, Прага; † 30 ноември 1742, Прага), омъжена на 25 ноември 1699 г. в Прага за граф Франтишек Дамиан Якуб Йозеф фон Щернберг (* 26 юли 1676; † 15 май 1723)
- Анна Франциска, кармелитска монахиня
- Мария Елеонора Луция († 12 март 1769), омъжена на 18 юли 1723 г. за Франц Йозеф Хайнрих I Шлик (* 28 февруари 1696; † 9 януари 1766)